# Erica diotiflora
Erica diotiflora är en ljungväxtart som beskrevs av Richard Anthony Salisbury. Erica diotiflora ingår i släktet klockljungssläktet, och familjen ljungväxter. Inga underarter finns listade i Catalogue of Life.